# Sofia Crespo
Sofia Crespo (nacida en 1991) es una artista visual argentinaque explora la vida orgánica y su evolución mediante la Inteligencia Artificial. Vive y trabaja en Lisboa. Actualmente forma parte del dúo artístico Entangled Others.

## Trabajo
Su trabajo explora cómo la vida orgánica se imita a sí misma mediante mecanismos de inteligencia artificial (IA), desafiando la idea de que la tecnología está separada de sus orígenes orgánicos. Crespo examina las similitudes entre la formación de imágenes de la IA y la creatividad humana, cuestionando el potencial de la IA para transformar las prácticas artísticas. También está profundamente comprometida con el papel en evolución de los artistas que utilizan técnicas de aprendizaje automático.
Su obra ha sido exhibida en instituciones como Kunstverein Hannover (Alemania) y Fotomuseum Winterthur (Suiza), y en espacios públicos como Times Square.
En 2022, Swim (2022) de Entangled Others se agregó a la colección permanente del Buffalo AKG Art Museum. La obra toma la noción central de Klee de “sacar la línea a caminar” y la lleva más allá al ámbito de lo digital.
En 2024, Crespo fue invitada por Casa Batlló a hacer un mapping en su fachada inspirándose en el universo creativo de la casa. El mapping, titulado “Structures of Being”, presenta la naturaleza como un proceso evolutivo de una creatividad infinita mostrándonos cómo inspiró a Gaudí. La proyección es un viaje contemplativo por la evolución de la vida sumergiéndose en materiales, seres y fenómenos naturales presentes en Casa Batlló.
Ha impartido conferencias en instituciones como el MIT y la Sociedad de Inteligencia Artificial de Oxford.

## Premios
Crespo ha recibido múltiples galardones, como el Falling Walls – Art & Science (2022), el RE:HUMANISM (2021) y el AI Newcomer Award.